# L'Ami intime
L'Ami intime est un tableau du peintre belge René Magritte réalisé en janvier-février 1958. Cette huile sur toile de format vertical est une peinture surréaliste qui représente un homme vêtu de noir portant chapeau melon, vu de dos devant une ouverture dans un mur de  pierre, faisant face à un paysage, tandis que dans son dos apparaît en superposition un verre à pied presque plein d'eau devant une baguette de pain. Conservée dans la collection privée de Gilbert Kaplan (en) et sa femme Lena, l'œuvre est proposée à la vente lors d'enchères chez Christie's, à Londres, le 7 mars 2024.